# Юхан Валберг
Юхан Август Валберг (на шведски: Johan August Wahlberg) е шведски естествоизпитател, изследовател на Африка.

## Биография

### Ранни години (1810 – 1838)
Роден е на 9 октомври 1810 година в Лагкралебек, Швеция. През 1829 година се записва във факултета по химия в Университета в Упсала, а по-късно, през 1834 г. завършва Института по горите със специалност горско стопанство, агрономство и естествени науки. През 1832 година участва в първата си експедиция в Норвегия под ръководството на професора по ентомология Карл Воеман. През 1833 и 1834 г. работи по няколко горски проекта в Швеция и Германия. През 1836 г. е назначен за инженер към Кралската проучвателна поземлена служба.

### Експедиционна дейност (1838 – 1856)
В периода 1838 – 1856 г. извършва няколко експедиции в Южна Африка, по време на които събира хиляди растителни и животински колекции.
През 40-те години на ХІХ в. изследва Драконовите планини в Южна Африка и басейна на река Лимпопо, попадащ в района на днешните провинции Натал и Трансваал.
През 1854 г. отново пристига в Южна Африка за поредната си експедиция. През 1855 г. от Китовия залив в Намибия, заедно с английския ловец Фредерик Грин, достига до езерото Нгами и се изкачва по вливащата се в него река Таохе и по Окаванго до днешната граница между Намибия и Ангола. Тази експедиция приключва трагично за Валберг – на 6 март 1856 край езерото е стъпкан от слон.
На 8 октомври 1856 г. е избран за член на Кралската шведска академия на науките, тъй като новината за неговата смърт не е достигнала до Швеция. По този начин той е единственият член на академията, който е избран след смъртта си.